# Privata enskilda skogsägare i Sverige
Privata enskilda skogsägare i Sverige utgörs av cirka 330.000 privatpersoner, så kallade fysiska ägare, som äger 48 % av den produktiva skogsarealen i Sverige.
Hälften av Sveriges yta utgörs av produktiv skogsmark, och i huvudsak består skogen av tall, gran och björk. Tillväxten är större än virkesuttaget, och virkesförrådet var år 2018 3,5 miljarder skogskubikmeter. 
Nästan hälften, 48 %, ägs av privata enskilda skogsägare i Sverige. Privata bolag äger 24 % av skogsarealen, staten och statliga bolag 13 %. Resterande 15 % ägs av bland andra av stiftelser. Totalt finns 234.093 skogsfastigheter, varav 228.350 ägs av privata enskilda personer. De enskilda ägarnas fastigheter är dock mindre än övriga ägares, och i storleksklassen över 1.000  hektar är endast ca 8% ägda av enskilda personer.
Den private enskilde skogsägaren var år 2012 i genomsnitt 57 år, och 39 % av ägarna var kvinnor. De enskilda ägarnas fastigheter var i genomsnitt 34,4 hektar, men 16% hade fastigheter större än 100 hektar. Nästan en tredjedel (31%) av ägarna var s.k. utboägare, dvs bodde i en annan kommun än där de hade sin skogsfastighet. Avståndet mellan ägarens bostad och dennes skogsfastighet ökade från 37,1 km till 58,3 km mellan åren 2990 och 2010. Trots detta ökade avstånd mellan ägare och skog, har ändå hälften av ägarna endast 2,2 km till sin fastighet.